# Paweł Czechowski
Paweł Roger Czechowski (ur. 1950) – polski prawnik, profesor nauk prawnych, profesor w Uniwersytecie Warszawskim, specjalista w zakresie prawa rolnego, prawa administracyjnego, prawa gospodarczego, samorządu terytorialnego i prawa Unii Europejskiej.

## Życiorys
Uzyskał tytuł profesora nauk prawnych. Został nauczycielem akademickim Wydziału Prawa i Administracji Uniwersytetu Warszawskiego, gdzie jest kierownikiem Katedry Prawa Rolnego i Systemu Ochrony Żywności. Objął stanowisko profesora zwyczajnego Uniwersytetu Warszawskiego.

## Wybrane publikacje
- Proces dostosowania polskiego prawa rolnego i żywnościowego do prawa Unii Europejskiej (2001)
- Konkurencja a regulacja w rolnictwie (1995)
- Problemy prawno-organizacyjne lokalizacji inwestycji podstawowych w rejonach uprzemysławianych (1986)
- Grunty rolne : problemy prawno-organizacyjne (współautor: Stanisław Prutis, 1985)
- Kształtowanie terenów budowlanych na obszarach wsi : zagadnienia prawno-organizacyjne (1980)[1]